# 长白山保护开发区管理委员会
长白山保护开发区管理委员会，简称长白山管委会，是吉林省人民政府的派出机构，属正厅级建制，负责管理长白山保护开发区。该机构成立于2005年6月，是中国共产党吉林省委员会、吉林省人民政府为实现对长白山“统一规划、统一保护、统一开发、统一管理”而设立的机构，具有相当于地级市（州）一级政府的行政管理职权，享有省政府授权、委托的部分经济社会和行政事务管理职能和权限。该委员会驻吉林省延边朝鲜族自治州安图县二道白河镇。

## 相关机构
根据吉林省相关文件，下设三个经济管理区、17个机关部门、8个中央及省政府直属单位、16个事业单位、2个企业单位。下辖三个经济管理区（池北区、池西区、池南区），由管委会（正处级）管理，具有相当于县级政府的行政管理职能和权限。

### 机关部门
- 党群工作部、办公室、纪工委（监察局）、政法委、机关党委、经济发展局、环境与资源保护局、住房和城乡建设局、交通运输局、旅游管理局、社会管理办公室、财政局、人力资源和社会保障局、国土资源局、招商局、教育局、审计局[3]。

### 中央、省政府直属单位
- 长白山公安局、长白山工商行政管理局、长白山地方税务局、长白山国家税务局、长白山食品药品监督管理局、长白山质量技术监督局、社会保险事业管理局、长白山司法局[3]。

### 事业单位
- 长白山自然保护管理中心、行政服务中心、综合执法支队、机关事务管理中心、长白山科学研究院、文化传播中心、北京办事处、长春办事处、公路管理处、运输管理处、长白山生态环境监测站、医疗保险经办中心、森林防火指挥部办公室、彩票管理中心、接待办公室、信息中心[3]。

### 国有企业
- 长白山开发建设（集团）有限责任公司、长白山旅游股份有限公司[3]。